# بدکار!
«'بدکار!'» (به انگلیسی: "!Slut") آهنگی از تیلور سوئیفت، خواننده و ترانه‌سرای آمریکایی است که آن را با جک آنتونوف و پاتریک برگر نوشته و تهیه کرده‌است. این آهنگ برای پنجمین آلبوم استودیویی سوئیفت، ۱۹۸۹ (۲۰۱۴) در نظر گرفته شد، اما در نهایت از آن حذف شد. پس از یک اختلاف در سال ۲۰۱۹ در مورد مالکیت مسترهای سوئیفت، این ترانه برای آلبوم ضبط مجدد سوئیفت با عنوان ۱۹۸۹ (نسخه تیلور) (۲۰۲۳) تولید شد.
بدکار! برای پخش و دانلود در ۲۷ اکتبر ۲۰۲۳ از طریق ریپابلیک رکوردز منتشر شد. در همان روز، یونیورسال میوزیک این آهنگ را برای رادیو ایتالیا منتشر کرد. نسخه آکوستیک برای بارگیری محدود به عنوان بخشی از نسخه دیجیتال لوکس آلبوم منتشر شد.
بدکار! یک آهنگ سینث-پاپ با الهام از دهه ۱۹۸۰ است که تولیدی با تمپوی ملایم با سینث‌سایزرها، عناصر الکترونیکی و آوازهای ملایم دارد. اشعار در مورد استقبال از یک رابطه عاشقانه علیرغم نظارت عمومی است. منتقدان موسیقی این عنوان را به عنوان اشاره ای به شلختگی شرمندگی که سوئیفت تجربه کرده بود تعبیر کردند و نقدهای مثبتی به آهنگ دادند، با تمرکز بر تولید و اشعار بازیگوش. «'بدکار!'» در رتبه سوم بیلبورد ۲۰۰ جهانی قرار گرفت و در جدول‌های استرالیا، کانادا، ایرلند، نیوزیلند، سنگاپور، بریتانیا و ایالات متحده به ۱۰ رتبه برتر رسید.

## یادداشت
1. ↑  گیومه‌ها بخشی از عنوان هستند. این آهنگ با زیرنویس (نسخه تیلور) (از والت) منتشر شده.[۱]